# 企鹅岛 (法朗士)
《企鹅岛》（法語：L'Île des Pingouins）是法国作家阿纳托尔·法朗士的一部讽刺小说，发表于1908年。

## 情节
《企鹅岛》描写一个虚构的岛屿，位于欧洲北部海岸外，岛上住着企鸟。历史开始于一名基督教传教士来到岛上，把动物误认为是人，所以为它们施洗。于是，企鹅的历史开始了，从那里可以看到法国（甚至西欧）的历史镜子。